# Terebratula
Terebratula is een geslacht van brachiopoden, dat bekend is sinds het Bovendevoon.

## Beschrijving
Deze 6 cm lange brachiopode kenmerkte zich door de langwerpige tot elliptische schelp met een korte, robuuste en licht omgebogen wervel en een grote, regelmatig gevormde steelopening. De bolle kleppen waren bezet met dunne, opvallende groeistrepen aan de klepranden. Aan de binnenzijde van de schelp bevonden zich duidelijke tanden en tandholten. In het centrum van de armklep bevond zich een kort septum (een dunne scheidingswand in kalkskelet of -schaal). Aan de voorkant sloten de kleppen vlak. Er was geen plooi of sulcus (verdiept gedeelte van het buitenoppervlak).

## Leefwijze
Dit geslacht bewoonde dynamische sedimenten. Het bezat een dikke, vlezige pedunculus, die was voorzien van wortelachtige vertakkingen. Daarmee hechtte het dier zich vast aan schelpfragmenten.